# Nadejda von Meck
Nadejda Filaretovna von Meck (în rusă Надежда Филаретовна фон Мекк; n. 29 ianuarie/10 februarie 1831, Novosiolki⁠(d), Roslavlsky Uyezd⁠(d), gubernia Smolensk, Imperiul Rus – d. 13 ianuarie 1894, Nisa, Franța) a fost o femeie de afaceri rusă care a devenit o influentă admiratoare a artei, în special a muzicii. Ea este cunoscută mai ales pentru relația artistică cu Piotr Ilici Ceaikovski, sprijinindu-l financiar timp de 13 ani, astfel încât să se poată dedica cu normă întreagă muzicii, stipulând totodată că nu se vor întâlni niciodată. Ceaikovski i-a dedicat Simfonia sa nr. 4 în fa minor⁠(d). De asemenea, von Meck a oferit sprijin financiar altor muzicieni, printre care Nikolai Rubinstein⁠(d) și Claude Debussy.